# كريستوف ساورر
كريستوف ساورر (بالألمانية: Christoph Saurer)‏ (22 يناير 1986 بفيينا في النمسا - ) هو لاعب كرة قدم نمساوي في مركز الوسط. شارك مع منتخب النمسا تحت 17 سنة لكرة القدم ومنتخب النمسا تحت 18 سنة لكرة القدم ومنتخب النمسا تحت 19 سنة لكرة القدم ومنتخب النمسا تحت 21 سنة لكرة القدم ومنتخب النمسا لكرة القدم. أما مع النوادي، فقد لعب مع أوستريا فيينا ورابيد فيينا ولاسك لينتس و1. Wiener Neustädter SC ‏ ونادي واكر إنسبروك (2002).

## وصلات خارجية
- كريستوف ساورر على موقع قاعدة بيانات كرة القدم.إي يو (الإنجليزية)
- كريستوف ساورر على موقع ناشيونال فوتبول تيمز (الإنجليزية)
- كريستوف ساورر على موقع عالم كرة القدم.نت (الإنجليزية)